# Вернюс
Верню́с (фр. Vernusse) — коммуна во Франции, находится в регионе Овернь. Департамент коммуны — Алье. Входит в состав кантона Монмаро. Округ коммуны — Монлюсон.
Код INSEE коммуны — 03308.

## Население
Население коммуны на 2008 год составляло 161 человек.
| 1962 | 1968 | 1975 | 1982 | 1990 | 1999 | 2008 |
| ---- | ---- | ---- | ---- | ---- | ---- | ---- |
| 200  | 231  | 195  | 191  | 145  | 193  | 161  |

## Экономика
В 2007 году среди 105 человек в трудоспособном возрасте (15—64 лет) 70 были экономически активными, 35 — неактивными (показатель активности — 66,7 %, в 1999 году было 57,9 %). Из 70 активных работали 63 человека (35 мужчин и 28 женщин), безработных было 7 (5 мужчин и 2 женщины). Среди 35 неактивных 10 человек были учениками или студентами, 10 — пенсионерами, 15 были неактивными по другим причинам.

## Достопримечательности
- Романская церковь Сен-Мартен XII века
- Замок Пюи-Гийон XII века